# Košické Oľšany
Košické Oľšany est un village de Slovaquie situé dans la région de Košice.

## Histoire
Première mention écrite du village en 1288.

## Démographie

### Évolution de la population
| Année:               | 1994. | 2004.    | 2014.   | 2024.   |
| -------------------- | ----- | -------- | ------- | ------- |
| Nombre de personnes: | 843   | 1154     | 1262    | 1388    |
| Différence:          |       | +36,89 % | +9,35 % | +9,98 % |

| Année:               | 2023. | 2024.   |
| -------------------- | ----- | ------- |
| Nombre de personnes: | 1363  | 1388    |
| Différence:          |       | +1,83 % |